# Roses on fire
Roses on fire (tradotto: rose sul fuoco) è il primo singolo della cantante rumena Antonia Iacobescu, pubblicato ufficialmente il 20 luglio 2009 sotto l'etichetta discografica MediaProMusic. Brano di genere house, è stato prodotto dal dj Tom Boxer e vede la collaborazione dei Pink Room.

## Video
Il video, che di fatto ha sancito l'uscita ufficiale del singolo, è stato pubblicato il 20 luglio 2009. Esso mostra la Iacobescu ballare sui marciapiedi della città con delle scarpe che emanano delle scariche elettriche. Inoltre viene mostrato il suo volto sui megaschermi della città e specie nella parte centrale del video la si vede ballare con un ragazzo. Nella parte finale i due si spostano a ballare in uno stadio di calcetto a cui vengono intervallate scene nei prati.

## Successo
Il singolo ha riscosso un ottimo successo soprattutto nei Paesi Bassi e in Polonia.